# Bully (film 2018)
Bully è un film del 2018 diretto da Santino Campanelli.
La commedia ha come protagonista Tucker Albrizzi, nel ruolo di un liceale bullizzato perché obeso.

## Trama
In un liceo a Miami, in Florida, vengono presentati 3 bulli, guidati dal capo del gruppo Miles, che si divertono a prendere in giro e molestare tutti gli studenti più deboli, tra cui vi è anche Jimmy Mulligan, un ragazzo dai capelli rossi da sempre bullizzato perché obeso, ma che non ha mai avuto il coraggio di controbattere e affrontare i suoi bulli. Per fortuna ha due buoni amici, Bobby e Andy, che lo confortano e supportano sempre.
Una mattina, mentre i tre amici stanno andando a scuola, arrivano Miles e i suoi due "scagnozzi", che aggrediscono Jimmy chiedendogli 100 dollari, e gettandolo infine a terra. A scuola anche Bobby viene da Miles umiliato e bullizzato perché gay, davanti a tutta la classe: in mensa Jimmy lo conforta, e Andy dice a quest'ultimo di provarci con la dark Adrian, unica ragazza che gli lancia sempre sguardi interessati. Poi al loro tavolo compare Miles, che chiede di nuovo i 100 dollari di prima ma, quando sta per arrabbiarsi, arriva un alto e spesso giovane afroamericano di nome Darnell che, rimanendo pacifico, gli dice di andarsene, e Miles gli ubbidisce subito perdendo tutto il coraggio di fronte a quel ragazzo molto più spesso di lui.
Tuttavia, fuori da scuola, Miles segue Jimmy che sta tornando a casa, e per un'ultima volta gli chiede irato dei soldi: questa volta incredibilmente Jimmy trova il coraggio di rispondergli sostenendo di non dovergli proprio nulla, ma purtroppo il bullo si arrabbia ancora di più e non esita ad iniziare a picchiarlo a sangue, prendendolo a pugni e calci sul marciapiede.
Per fortuna, a intervenire per fermare il pestaggio, mandare via il bastardo e soccorrere il povero Jimmy ferito è un anziano afroamericano che, una volta invitato il ragazzo in casa sua, si presenta come un ex pugile afroamericano un tempo campione dei pesi massimi che, rattristato nel vedere un così bravo ragazzo in questa situazione, si offre di aiutarlo a imparare a difendersi.
Sebbene i genitori di Jimmy all'inizio siano titubanti su questo "allenamento" e lo stesso Jimmy abbia pochissima sicurezza fisica, sa anche lui che non si può andare avanti così, e vuole anche difendere i suoi amici, anch'essi presi di mira da Miles. Così Action porta Jimmy in una palestra di boxe e lo presenta a un suo vecchio amico nonché suo ex allenatore: Danny Trejo, che inizia così ad allenare il giovane sul ring tutti i giorni dopo la scuola. L'addestramento è arduo, la pressione a scuola è alta e Jimmy ha molti dubbi, ma scopertosi un ragazzo pieno di forza di volontà, dopo l'ennesima umiliazione da parte di Miles e i suoi due bulli, arriva a rispondergli e a sfidarlo in quella che sfocia in una rissa attorniati da tutta la scuola, tra cui c'è Adrian, fiera di Jimmy: vedendo Miles prendersi finalmente una bella lezione, anche Bobby, Andy e gli altri più deboli della scuola prima sue vittime non hanno più paura di lui, perché ora c'è a difenderli Jimmy, non più il debole ragazzo obeso che si lasciava bullizzare dalla gente, ma adesso sicuro di sé e in grado di difendere se stesso e i più deboli. 
Sotto gli occhi fieri di Action presente tra gli studenti, Jimmy vince la rissa, che viene anche filmata e diventa virale sul web e in televisione, dove finalmente si inizia a sensibilizzare sul tema del bullismo scolastico. Vedendolo in TV, gli amorevoli genitori Mulligan sono assolutamente fieri di Jimmy, ora anche fidanzato con Adrian, e che ormai a scuola, assieme ai suoi due fedeli amici Bobby e Andy, è amato e rispettato da tutti.

## Produzione

### Riprese
Le riprese del film si sono svolte interamente a Miami, in Florida, dov'è anche ambientata la storia.

## Distribuzione
Il film è stato distribuito nelle sale cinematografiche statunitensi a partire dal 31 dicembre 2019, mentre nel resto del mondo fino al febbraio 2020, poco prima che i cinema venissero chiusi per via dell'emergenza della pandemia di COVID-19.

## Accoglienza

### Critica
Sul sito web Rotten Tomatoes il film riceve il 73% delle recensioni professionali positive, con un voto medio di 7/10, basato su 23 recensioni.
Il New York Times nella sua recensione del film ha scritto: "La violenza viziosa occasionale e il linguaggio brusco non possono nascondere il fatto che questo è in fondo un film sano e piacevole".